# 皮埃尔·马克斯·杜布瓦
皮埃尔·马克斯·杜布瓦（法語：Pierre Max Dubois，1930年3月1日—1995年8月29日），法國作曲家，出生於Graulnet。他在巴黎音樂學院就讀期間受到法國六人团成員之一达律斯·米约的指導，並將六人組的新音樂主張帶入二十世紀中期，雖然知名度不高卻被受尊敬。曾於獲1955年的羅馬大獎及1964年的巴黎音樂大獎。其作品仍保留傳統調性與旋律，運用有趣的和聲與織度造就明亮的聽覺效果。為木管樂器創作為數不少的作品，尤其是薩克斯管，其中包括許多獨奏與室內樂作品。作品主要有《F大調薩克斯管四重奏》（Quartet for Saxophones in F ）以及為中音薩克斯管創作的《性格小品組曲》（Pieces caracteristiques en forme de suite）等。他於1995年逝世於罗康库尔，享年65歲。